# معتمدية باب سويقة
معتمدية باب سويقة إحدى معتمديات الجمهورية التونسية، تابعة لولاية تونس.

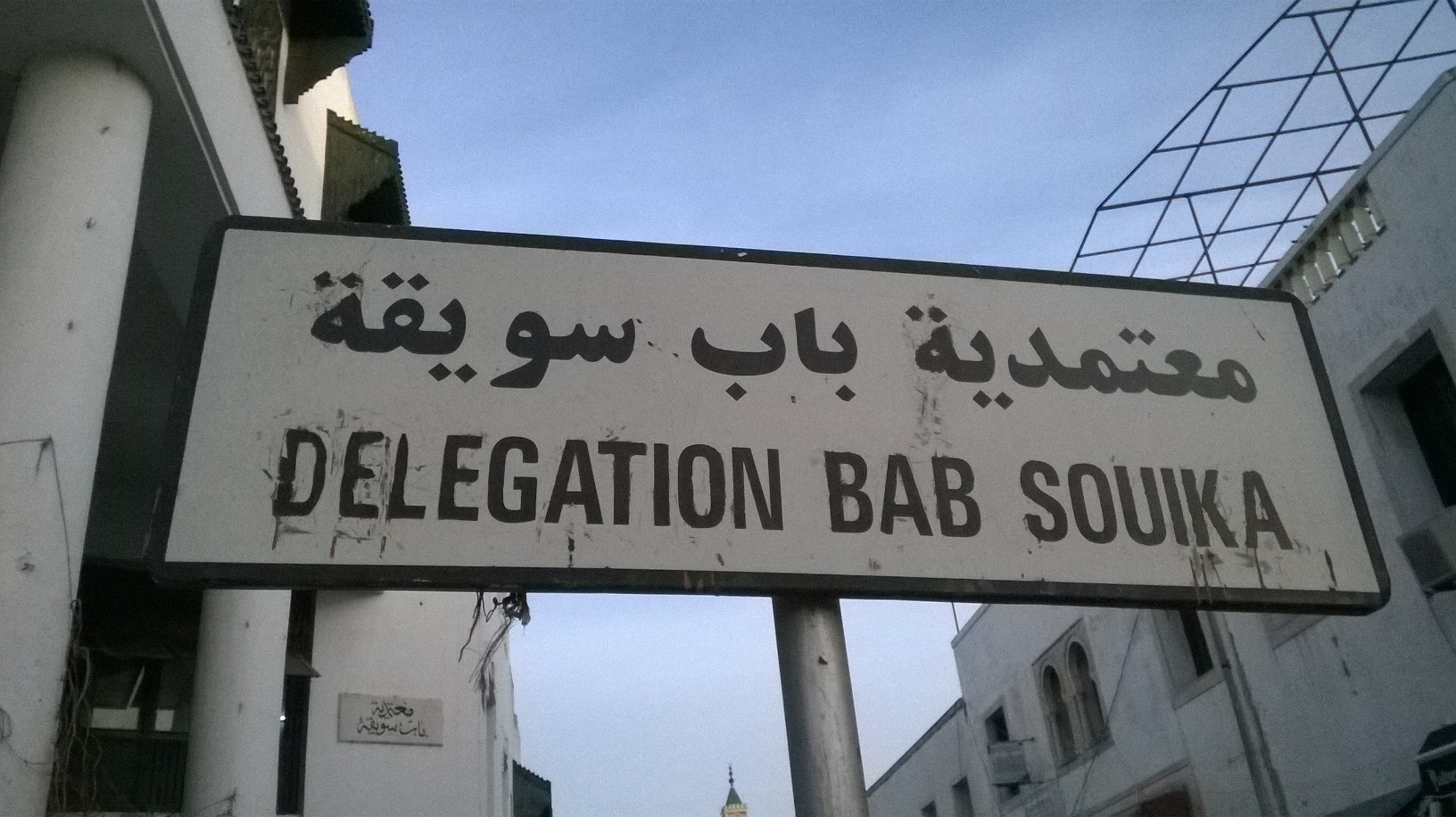
معتمدية باب سويقة

### مواضيع ذات علاقة
- ولاية تونس.